# Península de Mornington

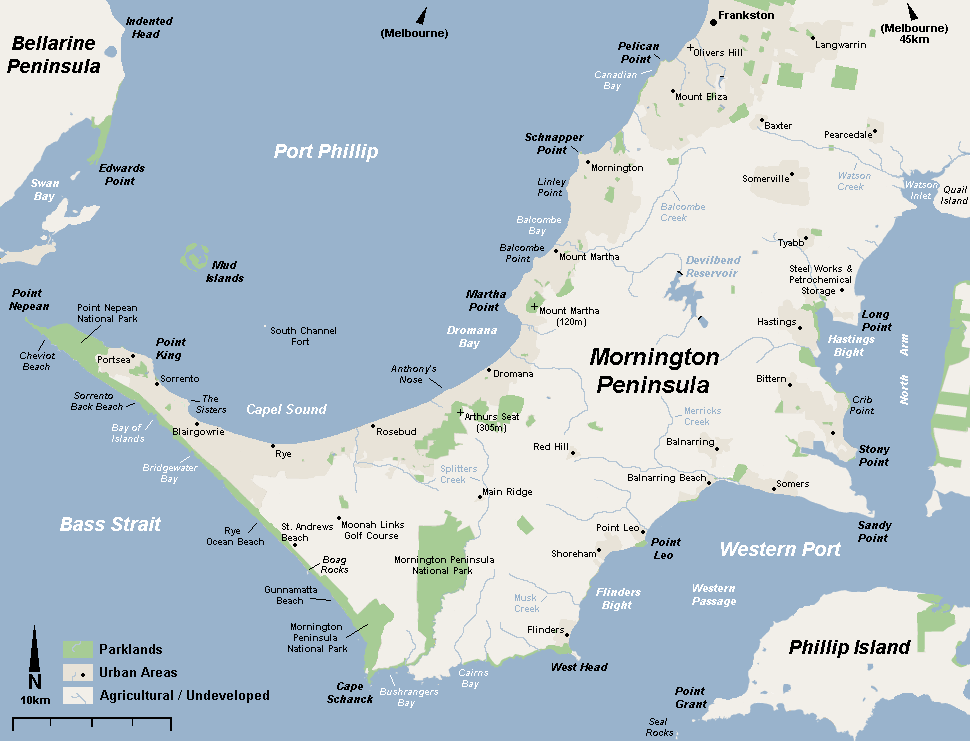
Mapa da península de Mornington. A verde, áreas protegidas.

A península de Mornington (em inglês:  Mornington Peninsula) é uma península situada ao sueste de Melbourne em Victoria, Austrália, rodeada pela baía de Port Phillip a oeste, pela baía de Western Port a leste e pelo estreito de Bass a sul.
Quase toda a península, depois da chegada dos europeus foi desflorestada para a agricultura e os assentamentos humanos, mas restam ainda alguns recantos no sul e no oeste da península, e entre eles alguns estão protegidos no Parque Nacional da península de Mornington. 
Cerca de 135000 pessoas vivem na península, sobretudo em pequenas cidades na costa oeste, que por vezes se consideram como subúrbios periféricos de Melbourne, e grande parte desta zona considera-se atualmente como zona de influência de Melbourne (cidade situada a uns 45 km). 

## Região turística
A península é uma importante região turística, com atrativos naturais como uma grande variedade de praias (tanto fechadas como de mar aberto), bem como de muitos panoramas e vistas, e com complexos turísticos muito visitados.
Durante o verão, a população pode chegar a cerca de 250000 habitantes. A maioria dos visitantes são residentes de Melbourne, e os residentes locais e os melbournenses visitantes chamam-lhe simplesmente "a península".
Tal como em muitas outras partes da Austrália plantaram-se recentemente grandes extensões de vinhedos, sendo muito apreciados os seus pinot noir, por ser esta um variedade que se adapta bem por ser de clima frio. A visita às adegas constitui outro dos aliciantes turísticos.

## Imagens

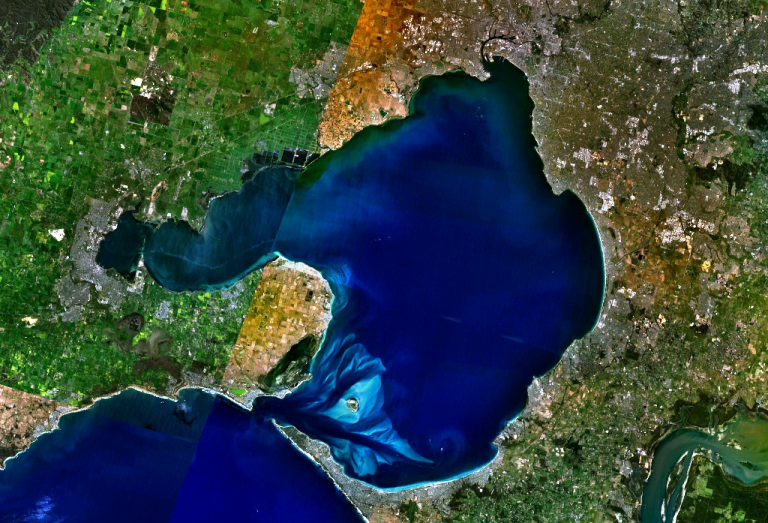
Baía de Port Phillips A península de Mornington vê-se parcialmente (abaixo e à esquerda)
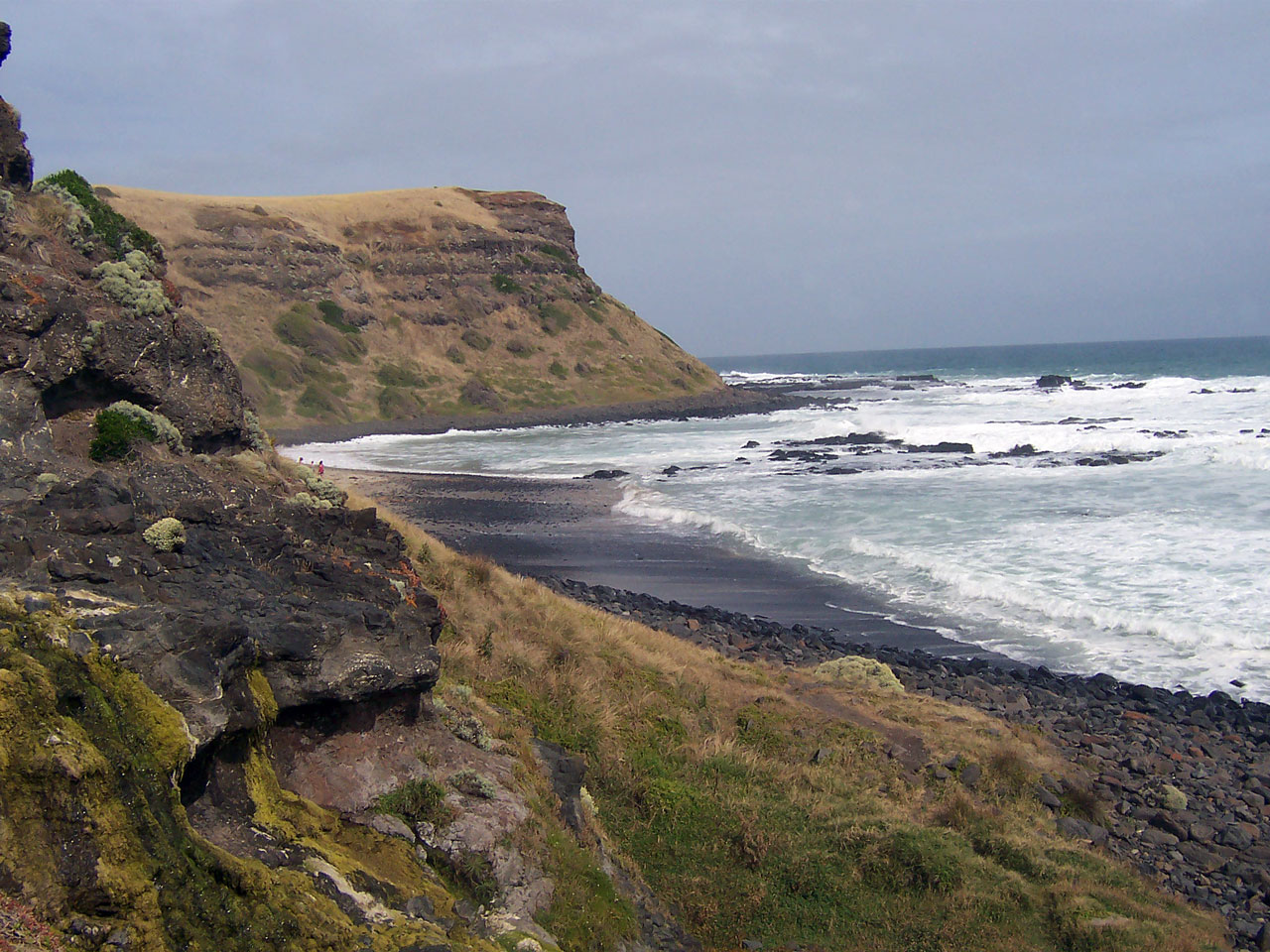
Praia na península de Mornington
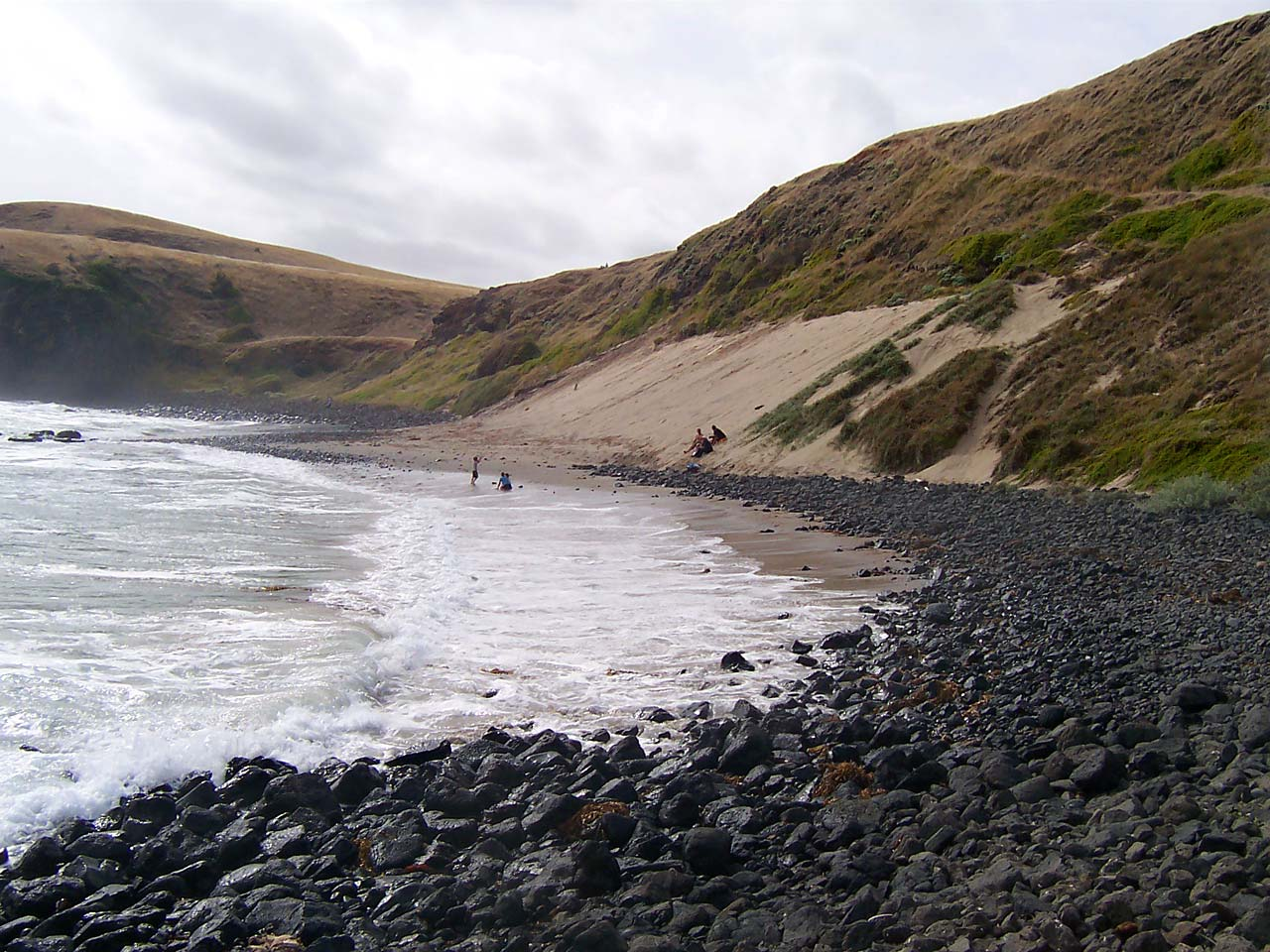
Praia na península de Mornington
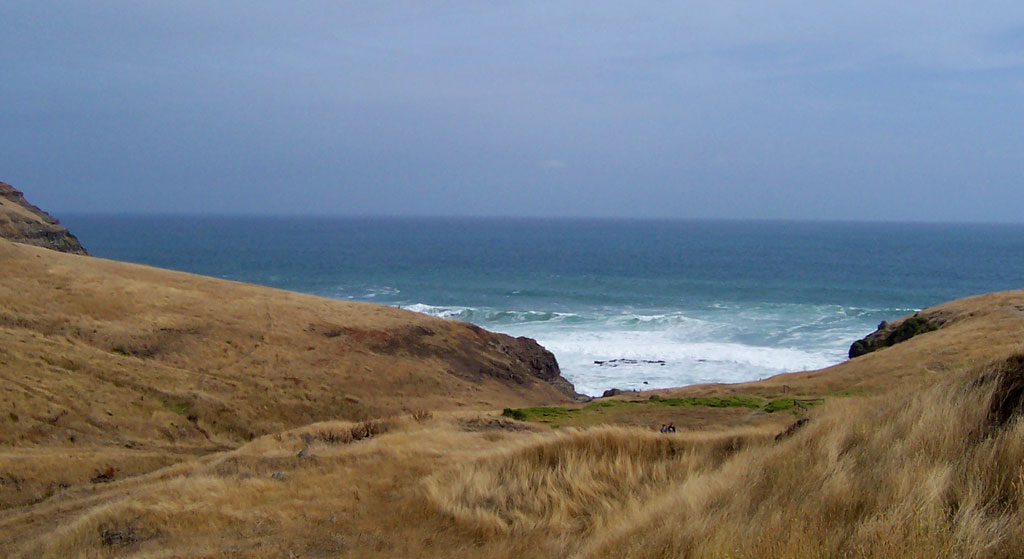
Praia na península de Mornington

### Outros artigos
- Condado da península de Mornington
- Baía de Port Phillip
- Baía de Western Port